# 比荷盧聯盟
比荷卢联盟，前称比荷盧经济聯盟，中文中更經常稱呼為荷比盧联盟，是由3個相鄰的君主立憲西歐國家：荷蘭、比利時和盧森堡組成的聯盟，為低地國。原名Benelux是一混成詞，由三國的名稱首2至3個字母所組成。覆蓋面積74,102平方公里，人口約2860萬人。

## 历史沿革

### 關稅同盟

上自下：荷兰、比利时、卢森堡

1944年，二戰將近尾聲，三國流亡政府於倫敦簽署「比荷盧三國關稅同盟協議」，並於二戰後的1947年正式生效。1960年，比荷盧經濟聯盟取代了關稅同盟。其實，早在1921年，比盧兩國已組成比盧經濟聯盟（現時仍存在），是為三國經濟聯盟的前身。
比荷盧三國關稅同盟之組成，促進了歐洲聯盟的成立。歐盟的歷史可追溯至1951年建立的歐洲煤鋼共同體，及1957年的歐洲經濟共同體，比荷盧三國均為成員，其餘成員為西德、法國和意大利。根據羅馬條約第306條：「若條約未能達致比盧或比荷盧地區聯盟存在和完成的目標，則此等目標不應受條約所妨礙。」此條文在歐盟憲法中原封不動（參見第IV-441條）。
1955年，比荷卢议会成立。此跨國會的議事組織的成員中，21名來自荷蘭國會、21名來自比利時联邦议会、7名來自卢森堡众议院。

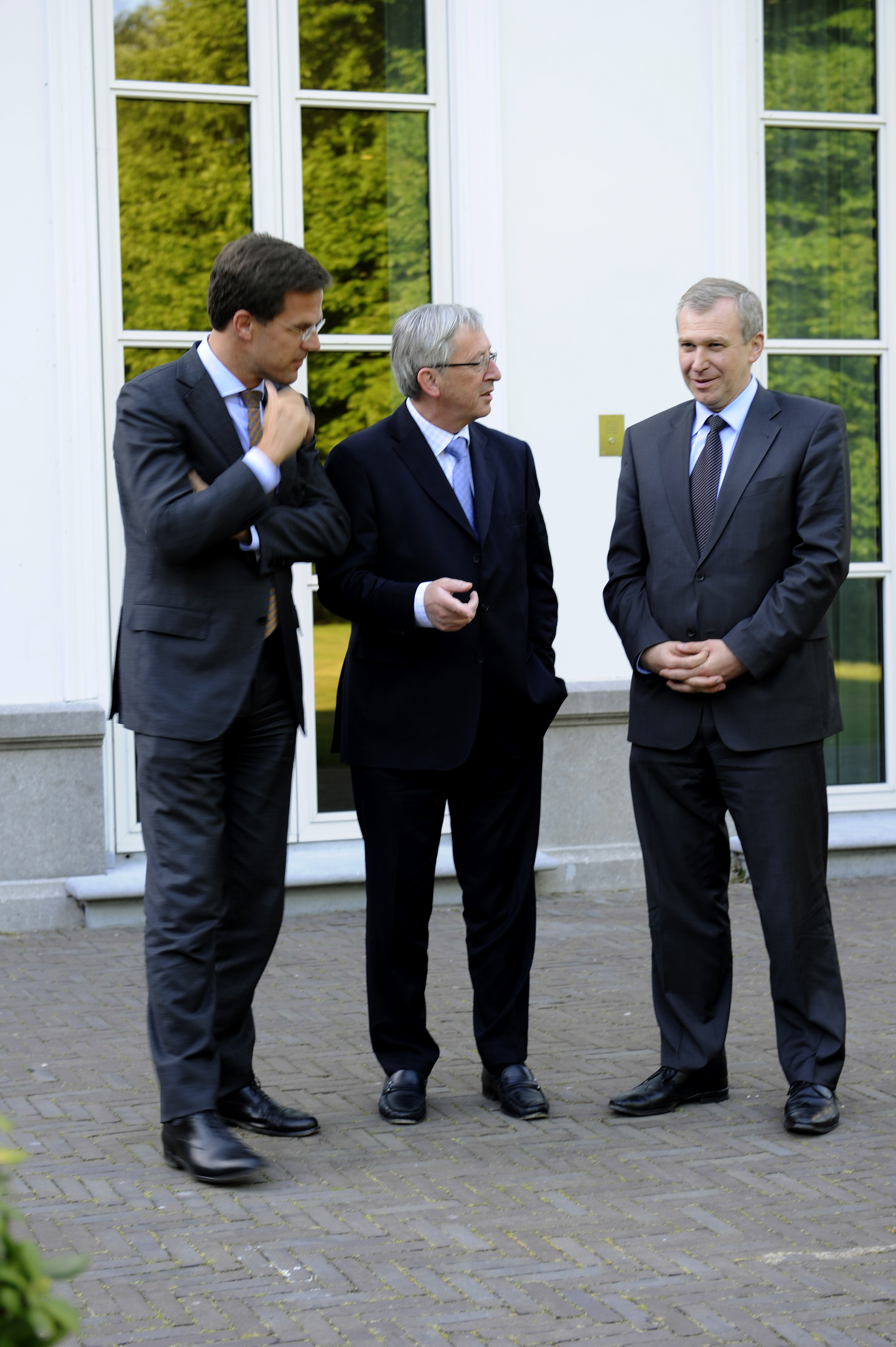
2011年時的三國首相（左至右）：馬克·呂特（荷）、 尚-克勞德·榮克（盧）、伊夫·萊特姆（比），在海牙會面

### 經濟聯盟
比荷盧三國經濟聯盟的條約於1958年簽署，並於1960年生效，旨在促進人員、資金、服務及貨品在三國間自由流動。聯盟的秘書處位於布魯塞爾，部長議會負責統一三國的法律，但相關法律只適用於聯盟的層面，不適用於本國國內，三國亦簽署了大量條約，牽涉到各項事務。
1965年，成立比荷盧法院的條約簽署，並於1975年生效，法院的法官來自三國的最高法院，確保統一執行聯盟的法律條文，此法院位於布魯塞爾。比荷盧三國經濟聯盟在知識產權方面的合作較為活躍，三國成立了比荷盧商標辦事處和比荷盧設計辦事處，均位於海牙。2005年，三國簽署了成立比荷盧知識產權組織，並於2006年9月1日取代了上述兩個辦事處。
成立聯盟的條約在2010年期滿，新的法律框架預料會取代舊的條約，以反映自1950年代以來，三國國內及歐洲地區的轉變。荷蘭語和法語是比荷盧三國經濟聯盟及其組織的官方語言，在2720萬的人口中，有83%（2250萬人）說荷蘭語，17%（470萬人）說法語，雖然德語不是官方語言，但比利時和盧森堡本身均視德語為其官方語言之一，其中比利時的德語文化區位於比利時東部，首府為奧伊彭。

### 更新后的联盟
2008年6月17日，新的法律框架被签署以取代原先联盟的条约。新的条约，即《修订成立比荷盧三國經濟聯盟条约》(the Treaty revising the Treaty establishing the Benelux Economic Union)，不设置效用期限，并且将比荷盧三國經濟聯盟（Benelux Economic Union）改为比荷盧聯盟（Benelux Union）以反映这一联盟更广泛的合作领域。
| 排名 | 政治實體 | 全銜         | 國旗   | 國徽 | 人口       | 官方語言              | 首都       | 國家其他官方語言 | 政治體制         | 國家元首   | 政府首腦   | 國家結構形式 | 地圖 |
| ---- | -------- | ------------ | ------ | ---- | ---------- | --------------------- | ---------- | ---------------- | ---------------- | ---------- | ---------- | ------------ | ---- |
| 1    | 比利时   | 比利时王国   | 比利时 |      | 11,568,000 | （主要） 荷蘭語、法語 | 布魯塞爾   | 德語             | 議會制君主立憲制 | 比利時國王 | 比利時首相 | 聯邦制       |      |
| 2    | 盧森堡   | 卢森堡大公国 | 卢森堡 |      | 524,853    | 盧森堡語              | 盧森堡市   | 法語、德語       | 議會制君主立憲制 | 盧森堡大公 | 盧森堡首相 | 單一制       |      |
| 3    | 荷蘭     | 荷兰王国     | 荷兰   |      | 17,291,000 | 荷蘭語                | 阿姆斯特丹 | 荷蘭語           | 議會制君主立憲制 | 荷蘭國王   | 荷蘭首相   | 單一制       |      |

## 外部連結
- 比荷盧聯盟 - 官方網頁
- 比荷盧議會 - 官方網頁
- 比荷盧法院 （页面存档备份，存于） - 官方網頁
- 比荷盧知識產權組織 - 官方網頁